# Melodia Broadwayu
Melodia Broadawayu (ang. The Broadway Melody z 1929 r., znany także jako The Broadway Melody of 1929) – amerykański musical z muzyką Nacio Herba Browna. Obraz nagrodzony został Oscarem za lata 1928/29 dla najlepszego filmu. Został zrealizowany w erze Pre-Code. Film był także nominowany do Oscara w 2 innych kategoriach: najlepszy reżyser i najlepsza aktorka.

## Obsada
- Charles King – Eddie Kearns
- Anita Page – Królowa Mahoney
- Bessie Love – Hank Mahoney
- Jed Prouty – Wuj Jed
- Kenneth Thomson – Jock Warriner
- Edward Dillon – Reżyser
- Mary Doran – Flo
- Eddie Kane – Francis Zanfield
- J. Emmett Beck – Babe Hatrick
- Marshall Ruth – Stew
- Drew Demorest – Kustosz Turpe

i inni